# Rossøya

Sjuøyane w porównaniu do Nordaustlandet

Rossøya, czasami nazywana Wyspą Ross, jest wyspą na Morzu Barentsa. Jest częścią Sjuøyane, grupy wysp archipelagu Svalbard, ulokowanym na północ od wybrzeża Nordaustlandet. Rossøya leży na północny zachód od nieco większej wyspy Vesle Tavleøya. Północny punkt Rossøya, o współrzędnych 80° 49′ 44.41″ N, jest najbardziej wysuniętym na północ punktem Svalbardu, a tym samym królestwa Norwegii. Niektóre źródła podają, że Rossøya jest najbardziej wysuniętym na północ punktem całej Europy, ale jedynie pod warunkiem, że Ziemię Franciszka Józefa uznamy za część Azji (ponieważ przylądek Fligely na Wyspie Rudolfa w Rosji, ma współrzędne 81° 48′ 24″ N.